# 1941 год в музыке

## События
- Лес Пол создал первую электрогитару с цельным корпусом.
- Основан (27 мая) и дал свой первый концерт (18 августа) Национальный симфонический оркестр Панамы.

## Произведения
- «It Happened in Sun Valley», «Chattanooga Choo Choo»
- «Pink Elephants on Parade»
- «White Christmas»
- «Давай закурим»
- «Священная война»

### Классическая музыка
- Ленинградская симфония Дмитрия Шостаковича.

## Выпущенные альбомы
- Gospel (Луи Армстронг)

## Родились

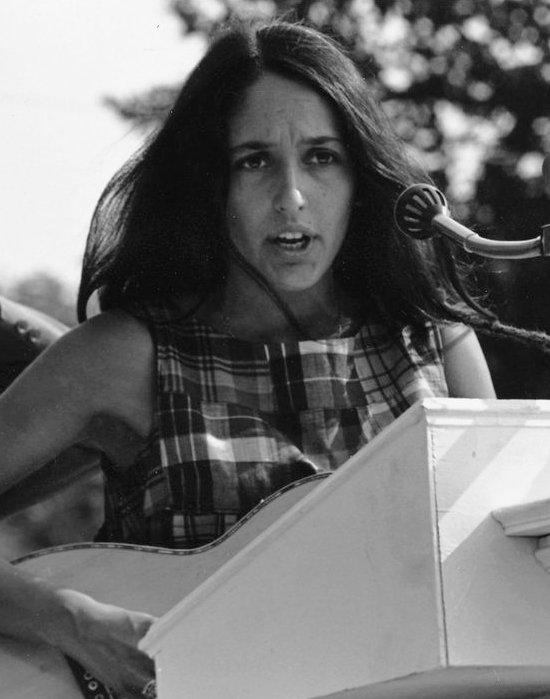
Джоан Баэз

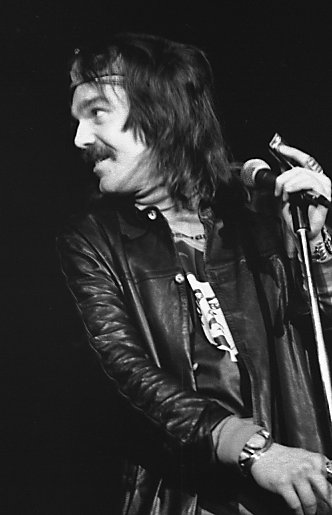
Капитан Бифхарт

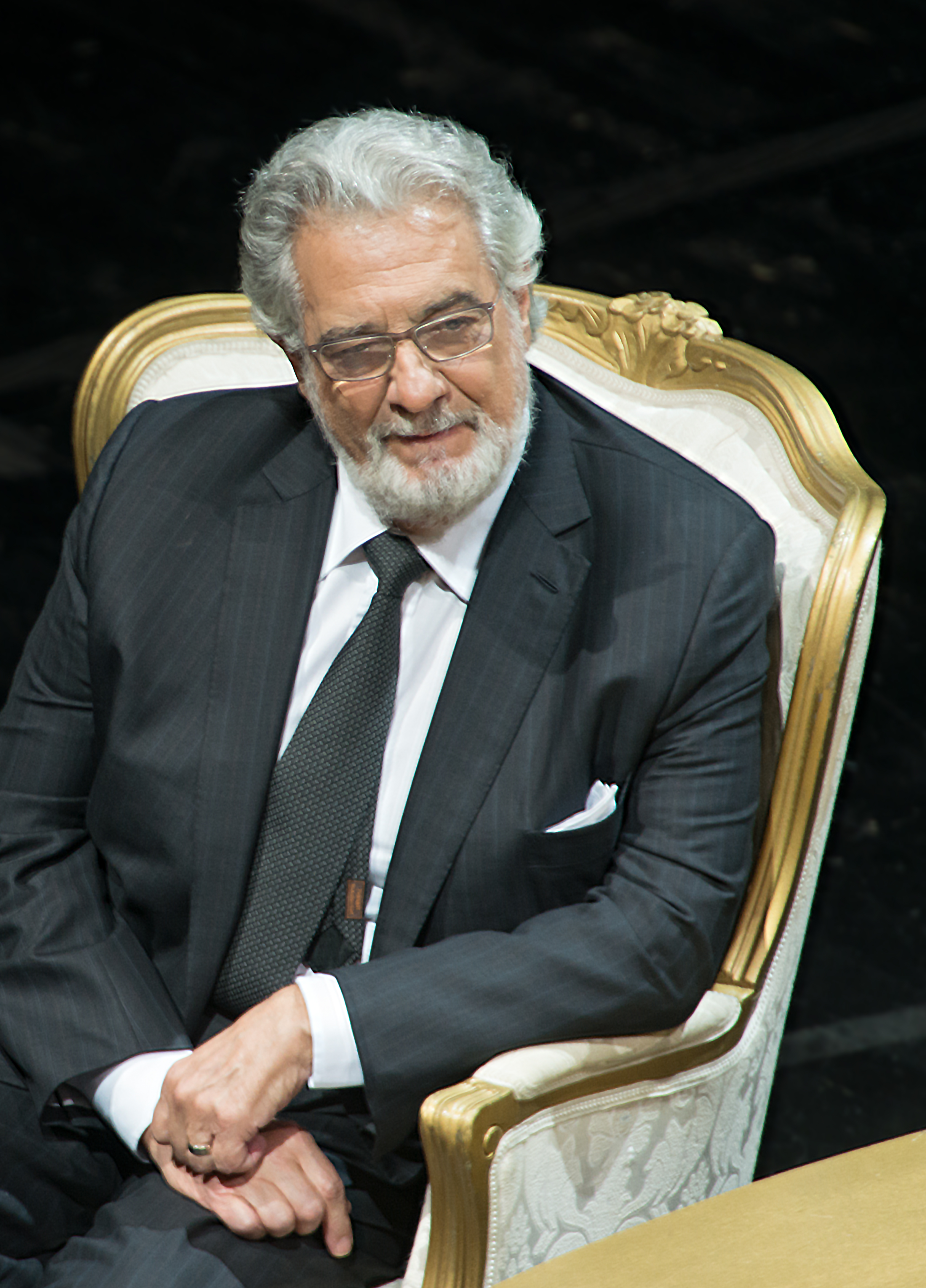
Пласидо Доминго

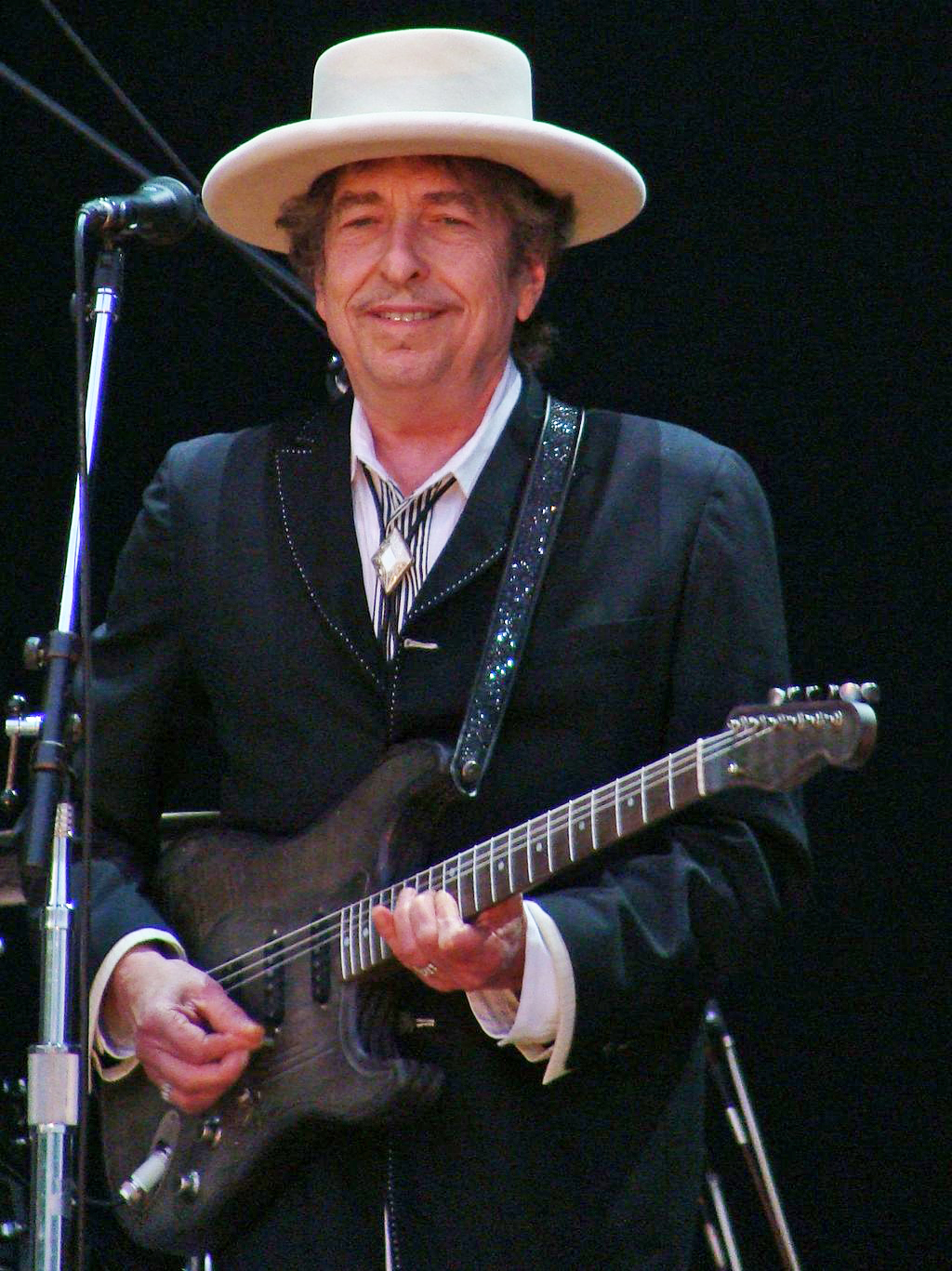
Боб Дилан

Джон Лорд

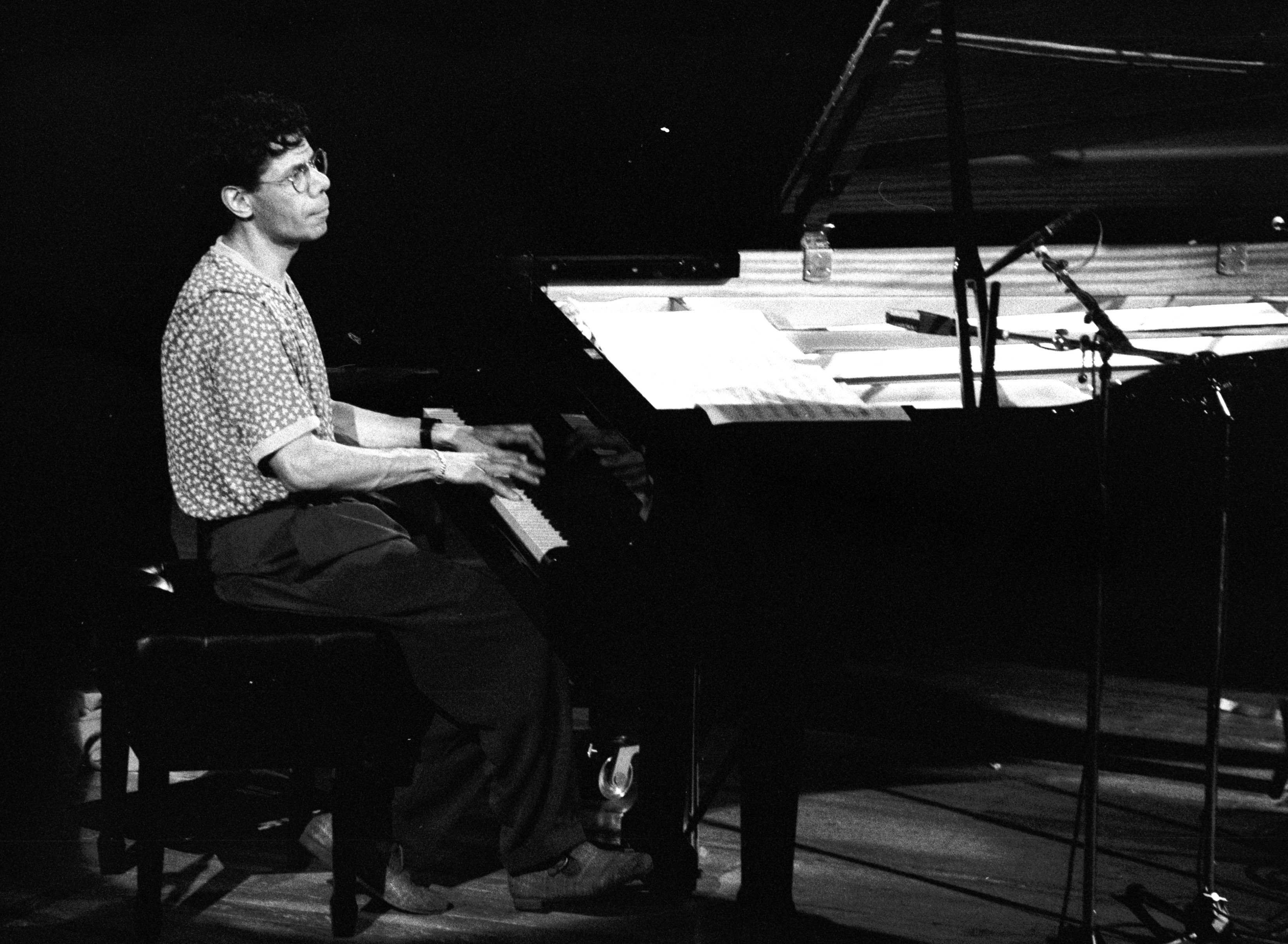
Чик Кориа

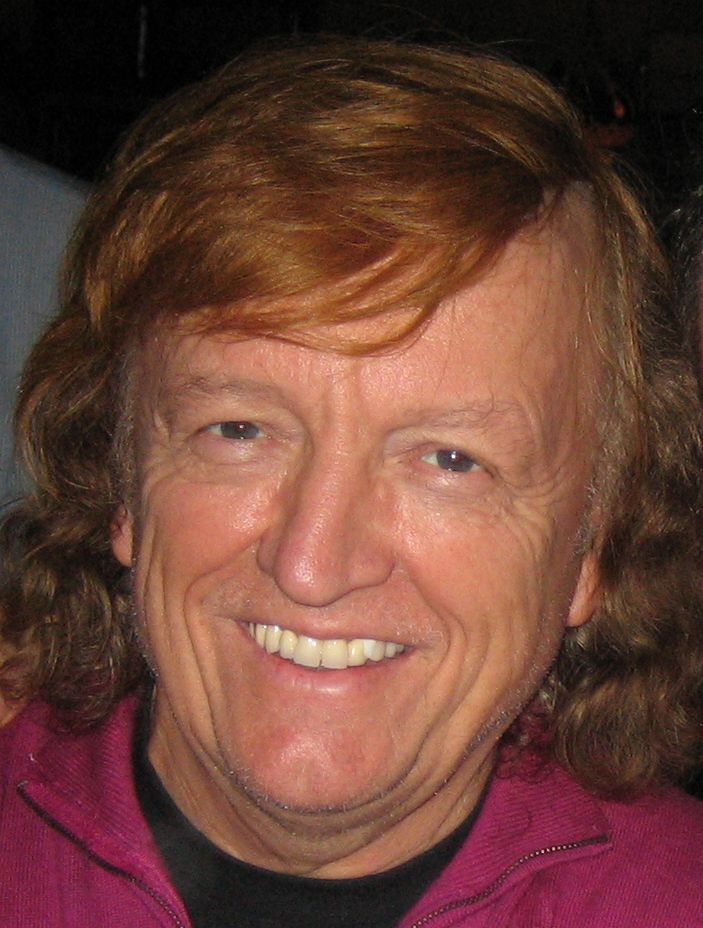
Фрэнк Фариан

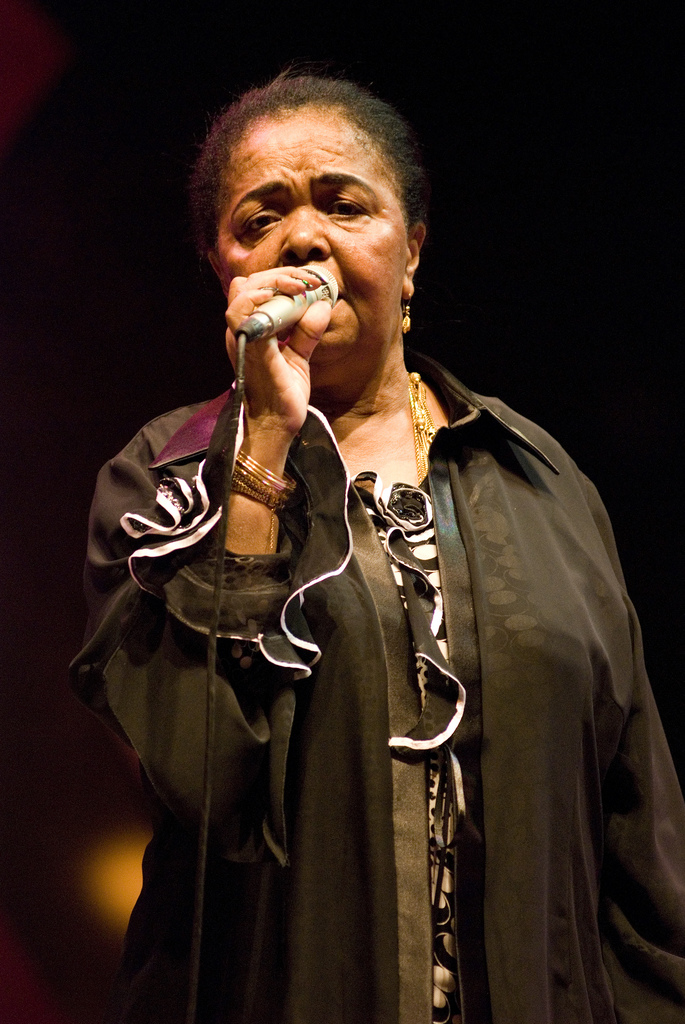
Сезария Эвора

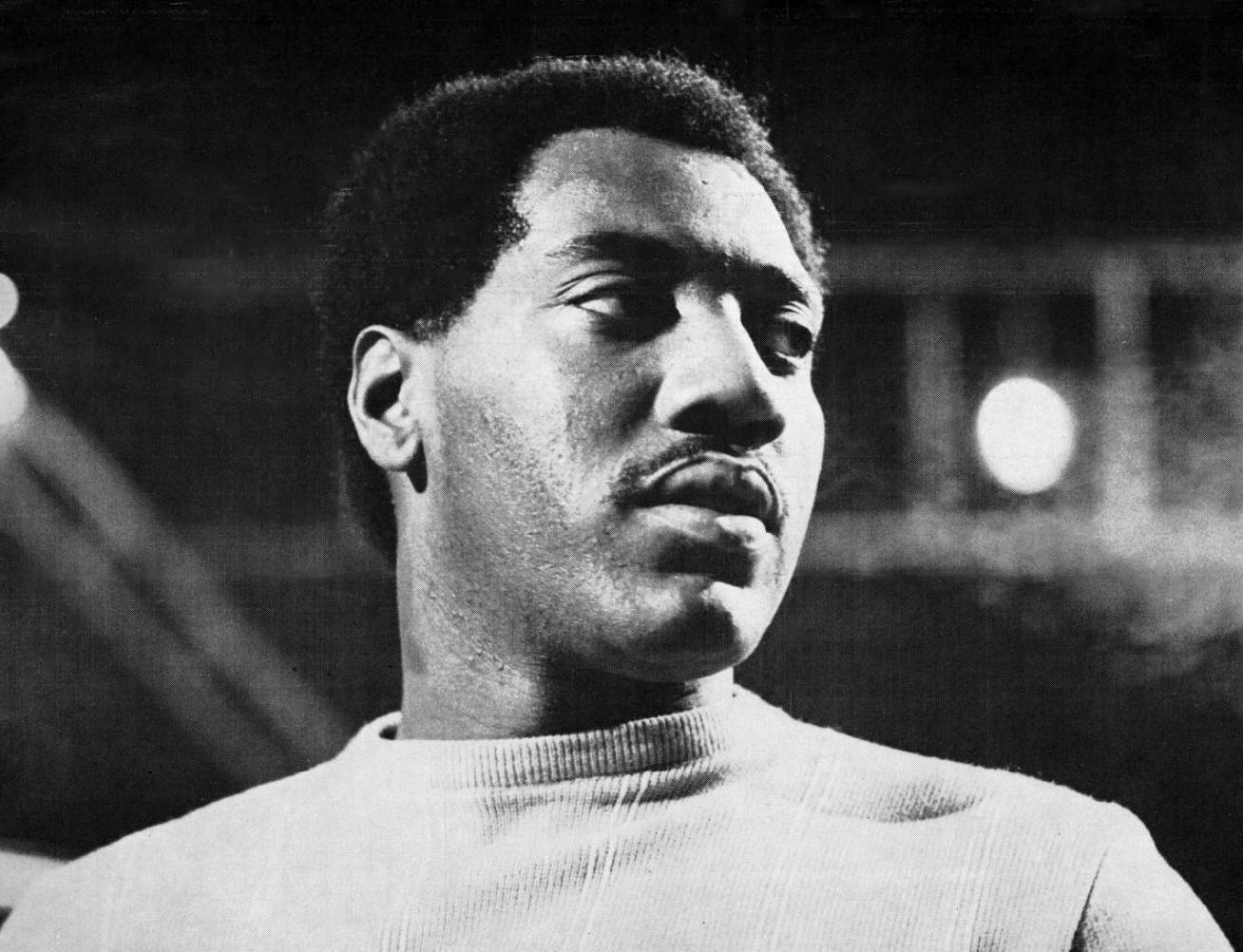
Отис Реддинг

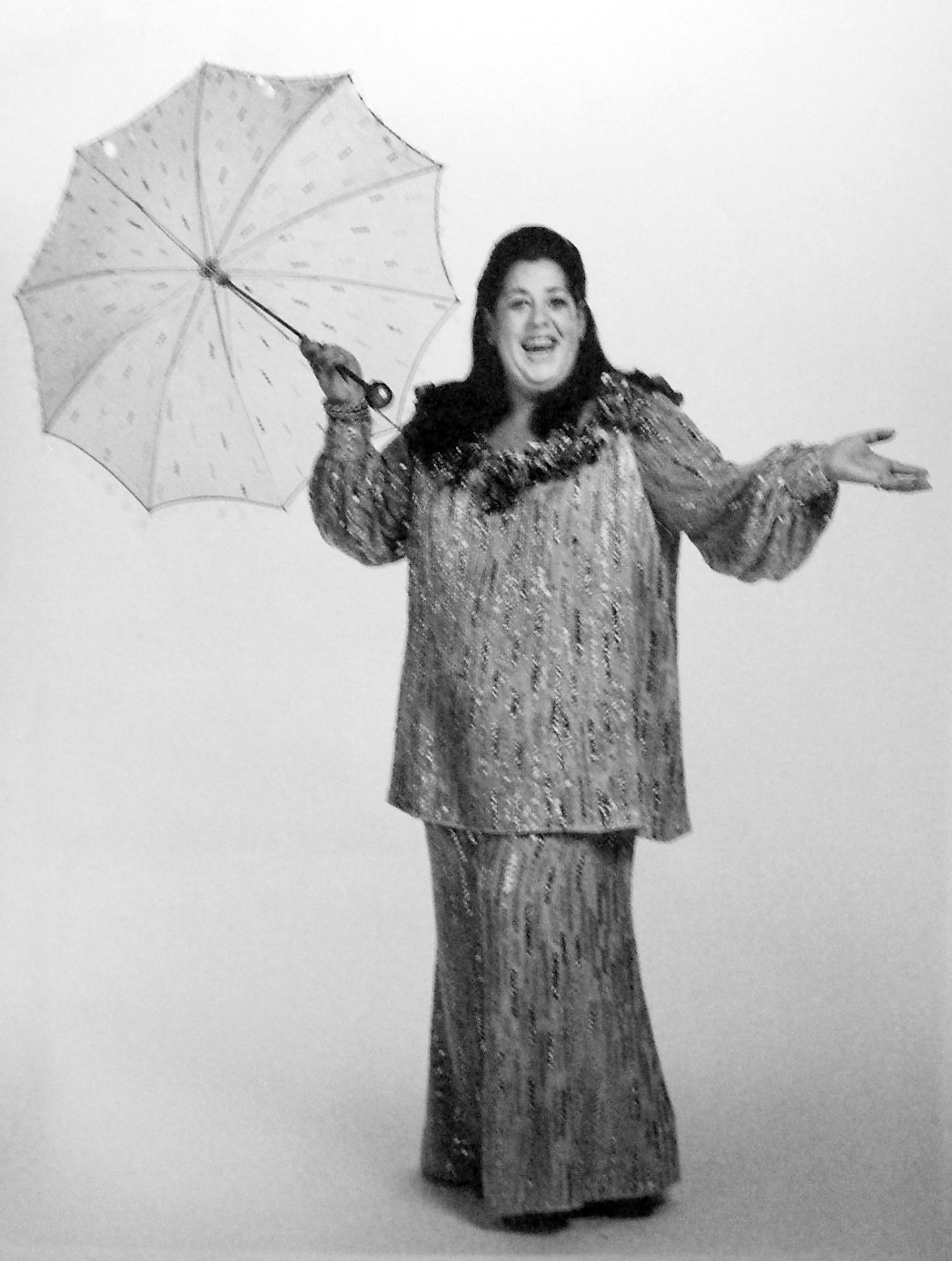
Касс Эллиот

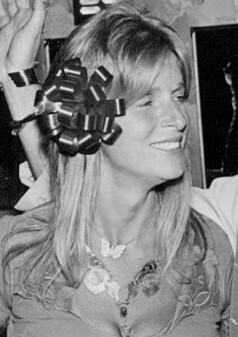
Линда Маккартни

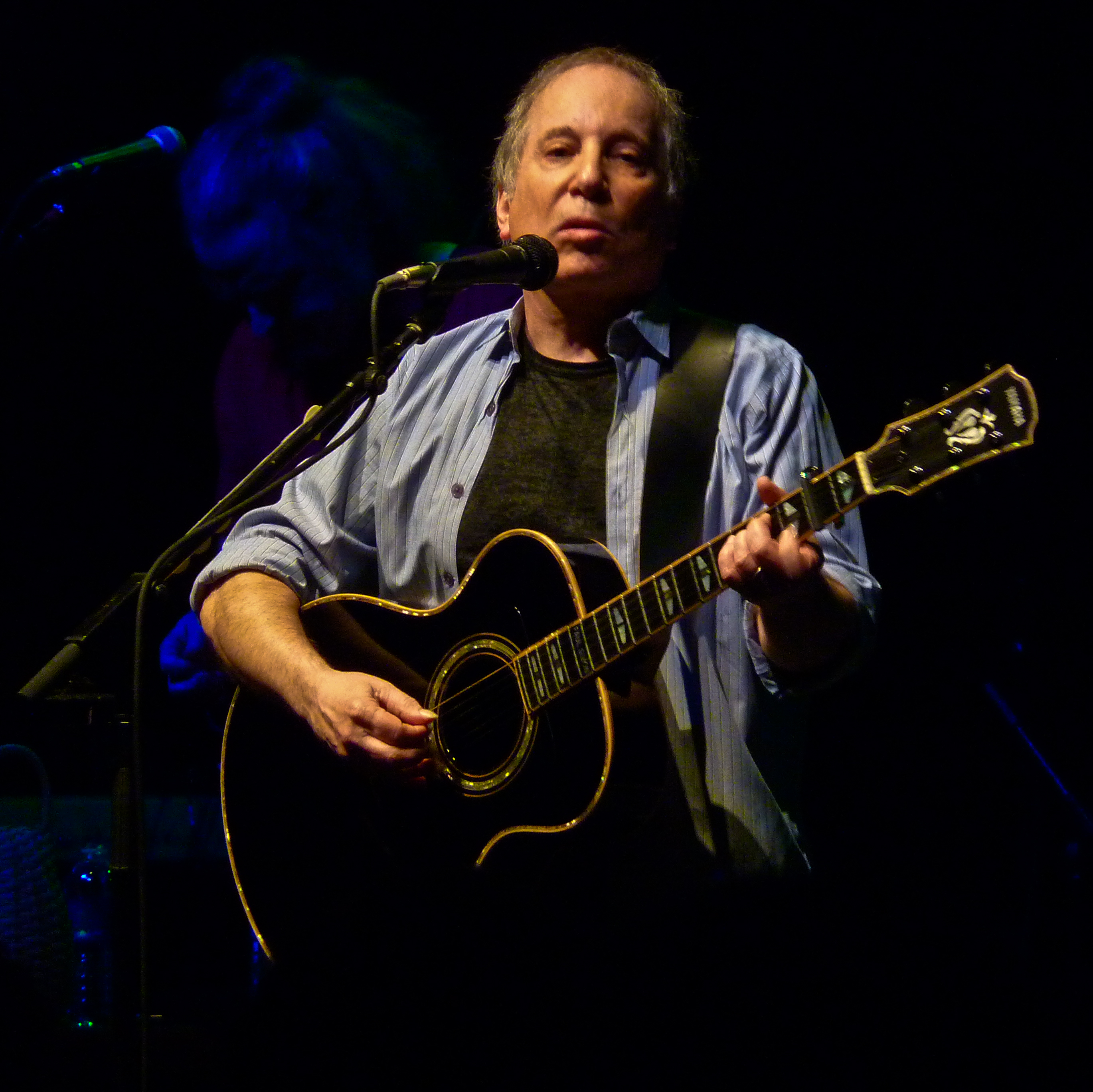
Пол Саймон

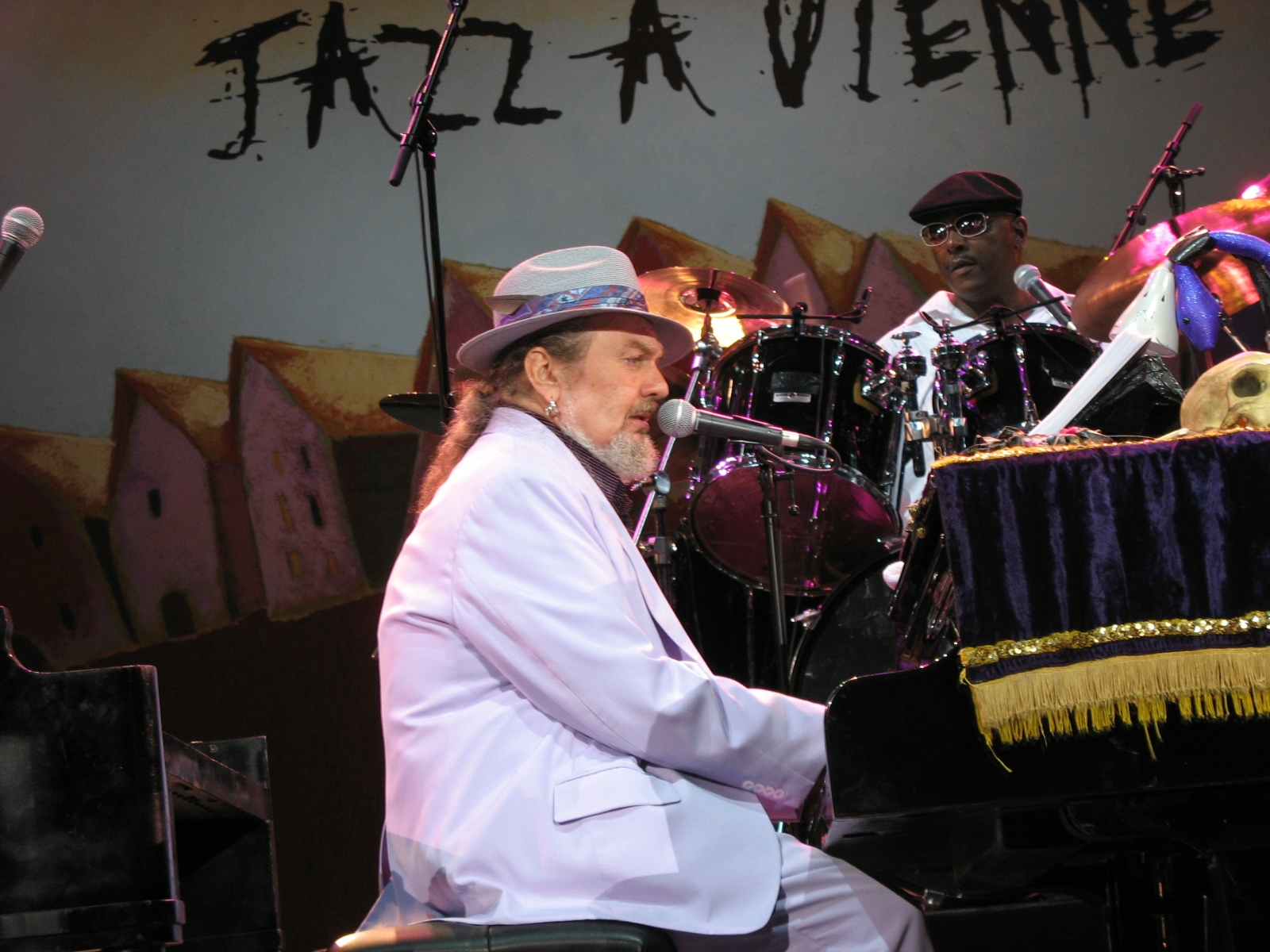
Доктор Джон

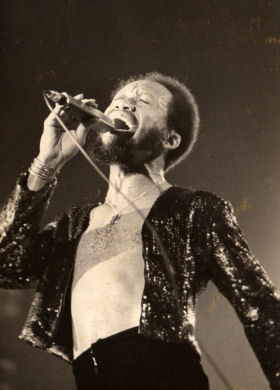
Морис Уайт

### Январь
- 1 января — Николай Майборода (ум. 2017) — советский и российский оперный певец (тенор)
- 5 января — Грэйди Томас[англ.] — американский музыкант, басист группы Parliament-Funkadelic
- 9 января — Джоан Баэз — американская певица, музыкант и автор песен
- 12 января
  - Джон Болдри (ум. 2005) — англо-канадский певец
  - Владимир Мулявин (ум. 2003) — советский и белорусский эстрадный певец, гитарист, композитор и аранжировщик, художественный руководитель вокально-инструментального ансамбля «Песняры»
- 15 января — Капитан Бифхарт (ум. 2010) — американский музыкант-экспериментатор, саксофонист и художник
- 16 января — Эва Демарчик (ум. 2020) — польская певица
- 18 января
  - Бобби Голдсборо — американский поп-музыкант, певец и автор песен
  - Дэвид Раффин (ум. 1991) — американский певец и музыкант, вокалист группы The Temptations
- 21 января
  - Пласидо Доминго — испанский оперный певец (лирико-драматический тенор) и дирижёр
  - Айрат Каримов (ум. 2016) — советский и российский композитор, пианист и музыкальный педагог
- 22 января — Нэнси Придди — американская актриса, певица и автор песен
- 24 января
  - Нил Даймонд — американский певец, музыкант и автор песен
  - Автандил Исрафилов (ум. 2023) — советский и азербайджанский гармонист
  - Мариэль Нордман — французская арфистка
- 26 января — Михаил Чернов — советский и российский джазовый саксофонист
- 28 января — Кинг Табби (ум. 1989) — ямайский звукоинженер
- 31 января
  - Леонид Джурмий (ум. 2001) — советский и украинский кларнетист и дирижёр
  - Александр Сац (ум. 2007) — российский пианист, педагог и музыкальный редактор

### Февраль
- 1 февраля — Владимир Стеценко — украинский композитор и музыкальный педагог
- 4 февраля
  - Владислав Пьявко (ум. 2020) — советский и российский оперный певец (лирико-драматический тенор), актёр, педагог и общественный деятель
  - Джон Стил — британский музыкант, барабанщик группы The Animals
- 5 февраля
  - Людмила Ковнацкая (ум. 2023) — советский и российский музыковед и музыкальный педагог
  - Барретт Стронг (ум. 2023) — американский певец и автор песен
  - Кори Уэллс[англ.] (ум. 2015) — американский певец, вокалист группы Three Dog Night
- 11 февраля — Сержиу Мендес — бразильский пианист
- 12 февраля — Михаил Дриневский (ум. 2020) — советский и белорусский музыкант, художественный руководитель и главный дирижёр Национального академического народного хора Республики Беларуси имени Г. И. Цитовича
- 14 февраля — Биг Джим Салливан (ум. 2012) — британский сессионный музыкант и музыкальный продюсер
- 15 февраля — Брайан Холланд[англ.] — американский автор песен и продюсер
- 18 февраля
  - Галина Ненашева — советская и российская эстрадная певица (контральто)
  - Херман Сантьяго[англ.] — пуэрто-риканский певец, вокалист группы The Teenagers
- 20 февраля — Баффи Сент-Мари — канадская фолк-певица

### Март
- 1 марта — Виктор Увайфо  (ум. 2021) — нигерийский музыкант, композитор и изобретатель музыкальных инструментов
- 3 марта
  - Дэвид Дарлинг (ум. 2021) — американский композитор, мультиинструменталист и музыкальный педагог
  - Гилберт Каплан (ум. 2016) — американский бизнесмен, журналист и дирижёр-любитель
  - Владислав Шуть — британский и российский академический композитор
- 4 марта — Юрий Симонов — советский и российский дирижёр и педагог
- 7 марта — Андрей Миронов (ум. 1987) — советский актёр театра и кино и артист эстрады
- 10 марта — Валерий Агафонов (ум. 1984) — советский певец, исполнитель старинного и современного романса
- 12 марта — Эркки Салменхаара (ум. 2002) — финский композитор, писатель, музыкальный критик и музыковед
- 15 марта — Майк Лав — американский певец и автор песен, основатель и вокалист группы The Beach Boys
- 16 марта — Владимир Кожухарь (ум. 2022) — советский и украинский дирижёр и музыкальный педагог
- 17 марта — Пол Кантнер (ум. 2016) — американский рок-музыкант, основатель, вокалист и гитарист групп Jefferson Airplane и Jefferson Starship
- 18 марта — Уилсон Пикетт (ум. 2006) — американский певец и автор песен
- 19 марта — Вадим Новиков — российский трубач и музыкальный педагог
- 24 марта — Майкл Массер (ум. 2015) — американский композитор и музыкальный продюсер
- 27 марта — Мики Евремович (ум. 2017) — югославский и сербский певец
- 30 марта — Грэм Эдж (ум. 2021) — британский музыкант и автор песен, барабанщик группы The Moody Blues

### Апрель
- 1 апреля
  - Элгуджа Бурдули (ум. 2022) — советский и грузинский киноактёр и певец
  - Эми Ито (ум. 2012) — японская певица, вокалистка группы The Peanuts
  - Юми Ито (ум. 2016) — японская певица, вокалистка группы The Peanuts
- 5 апреля — Октай Раджабов (ум. 2022) — советский и азербайджанский композитор
- 6 апреля
  - Георге Замфир — румынский музыкант, исполнитель на нае
  - Валерий Миронов — советский певец (лирико-драматический тенор)
- 8 апреля — Мария Миколайчук (ум. 2023) — советская и украинская певица и актриса
- 15 апреля
  - Константин Плужников — советский и российский оперный певец
  - Ллойд Столлуорт[англ.] (ум. 2002) — американский певец, музыкант, танцор и хореограф, участник группы The Famous Flames
- 20 апреля
  - Борис Емельянов (ум. 2021) — советский и российский композитор
  - Семён Каминский (ум. 2023) — советский и российский писатель, режиссёр и автор песен
- 22 апреля — Дитер Кауфман — австрийский композитор, один из пионеров электроакустической музыки в Австрии
- 23 апреля — Жаклин Буайе — французская эстрадная певица и актриса
- 24 апреля — Джон Уильямс — британский классический гитарист
- 28 апреля — Энн-Маргрет — американская актриса, певица и танцовщица шведского происхождения
- 30 апреля — Луис Антонио Гарсиа Наварро (ум. 2001) — испанский дирижёр

### Май
- 2 мая
  - Григорий Концур (ум. 2020) — советский и российский оперный певец (бас) и педагог
  - Эдди Луис (ум. 2015) — французский джазовый органист и пианист
- 4 мая — Роман Кудлик (ум. 2019) — советский и украинский поэт, автор текстов песен и либреттист
- 5 мая — Виктор Брокс (ум. 2023) — британский блюзовый гитарист и пианист
- 7 мая — Анджей Зарыцкий — польский композитор
- 11 мая — Эрик Бёрдон — британский певец и автор песен, вокалист групп The Animals и War
- 12 мая — Валерий Кастельский (ум. 2001) — советский и российский пианист
- 13 мая — Ричи Валенс (ум. 1959) — американский певец, композитор и гитарист
- 15 мая
  - Виталий Максимов (ум. 2020) — советский и российский виолончелист, дирижёр и музыкальный педагог
  - Владимир Рыжов (ум. 2019) — советский и российский музыкант, композитор и учёный, специалист в области радиотехники и акустики
- 21 мая — Рональд Айзли — американский певец, автор песен и продюсер, основатель и вокалист группы The Isley Brothers
- 22 мая
  - Борис Гуджунов[болг.] (ум. 2015) — болгарский певец
  - Люция Тулешева (ум. 2021) — советская и казахская камерная певица и музыкальный педагог
- 24 мая — Боб Дилан — американский музыкант и автор-исполнитель песен
- 25 мая — Диана Биш — американская органистка и телеведущая
- 26 мая — Имантс Калныньш — латвийский композитор
- 30 мая — Юрий Щербинин (ум. 2019) — советский и украинский музыковед и музыкальный критик

### Июнь
- 2 июня
  - Уильям Гест[англ.] (ум. 2015) — американский певец, вокалист группы Gladys Knight & the Pips
  - Чарли Уоттс (ум. 2021) — британский музыкант, барабанщик группы The Rolling Stones
- 4 июня
  - Сергей Крылов (ум. 2021) — советский и российский бард, гитарист и композитор
  - Василий Литвин (ум. 2017) — советский и украинский музыкант и композитор
- 7 июня — Хайме Ларедо — американский скрипач и дирижёр боливийского происхождения
- 8 июня — Фаззи Хаскинс[англ.] (ум. 2023) — американский музыкант, вокалист и гитарист группы Parliament-Funkadelic
- 9 июня — Джон Лорд (ум. 2012) — британский музыкант и композитор, основатель и клавишник группы Deep Purple
- 10 июня
  - Аида Ведищева — советская и американская певица
  - Ширли Оуэнс[англ.] — американская певица, вокалистка группы The Shirelles
- 12 июня
  - Чик Кориа (ум. 2021) — американский джазовый пианист и композитор
  - Рой Харпер — британский певец, композитор и гитарист
- 13 июня
  - Эстер Офарим — израильская певица и актриса
  - Марв Тарплин[англ.] (ум. 2011) — американский музыкант и автор песен, гитарист группы The Miracles
- 15 июня — Гарри Нилссон (ум. 1994) — американский певец, клавишник, гитарист, автор песен и продюсер
- 16 июня — Ламонт Дозье[англ.] (ум. 2022) — американский певец, автор песен и продюсер
- 18 июня — Чес Ньюби (ум. 2023) — британский музыкант, бас-гитарист группы The Beatles
- 23 июня
  - Марк Белодубровский (ум. 2022) — советский и российский композитор, скрипач, музыкальный педагог и искусствовед
  - Роберт Хантер[англ.] (ум. 2019) — американский музыкант и поэт, автор текстов песен группы Grateful Dead
- 30 июня — Юрий Массин — советский и российский композитор, пианист и педагог

### Июль
- 3 июля
  - Фрёйдис Реэ Векре — норвежская валторнистка и музыкальный педагог
  - Богодар Которович (ум. 2009) — советский и украинский скрипач и дирижёр
- 7 июля
  - Джим Родфорд (ум. 2018) — британский музыкант, бас-гитарист групп The Kinks, The Zombies и Argent
  - Леонид Семаков (ум. 1988) — советский бард, автор-исполнитель собственных песен, поэт и композитор
- 18 июля
  - Марта Ривз[англ.] — американская певица, вокалистка группы Martha and the Vandellas
  - Станислав Седристый — российский валторнист, музыкальный педагог и мастер-реставратор музыкальных инструментов
  - Фрэнк Фариан — немецкий музыкант, певец, композитор, поэт и музыкальный продюсер
  - Майкл Эрлевайн — американский музыкант
- 19 июля — Алла Абдалова — советская певица и актриса театра
- 22 июля
  - Эстелль Беннетт[англ.] (ум. 2009) — американская певица, вокалистка группы The Ronettes
  - Джордж Клинтон — американский певец, автор песен и продюсер, лидер и вокалист группы Parliament-Funkadelic
- 23 июля — Флора Керимова — азербайджанская эстрадная певица
- 25 июля — Мэнни Чарлтон (ум. 2022) — шотландский музыкант, автор песен и продюсер, основатель и гитарист группы Nazareth
- 26 июля — Дарлин Лав — американская певица
- 29 июля — Нора Новик (ум. 2009) — латвийская пианистка
- 30 июля — Пол Анка — канадско-американский автор-исполнитель и актёр

### Август
- 1 августа — Жорди Саваль — испанский каталонский гамбист и дирижёр
- 2 августа — Дорис Коули[англ.] (ум. 2000) — американская певица, вокалистка группы The Shirelles
- 5 августа — Аирто Морейра — бразильский джазовый ударник
- 7 августа — Ховард Джонсон (ум. 2021) — американский джазовый мультиинструменталист и композитор
- 14 августа — Дэвид Кросби (ум. 2023) — американский певец, гитарист и автор песен, участник групп The Byrds и Crosby, Stills, Nash & Young
- 18 августа — Валерий Ивко (ум. 2022) — советский и украинский домрист, композитор, дирижёр и музыкальный педагог
- 20 августа
  - Дэйв Брок — британский певец, гитарист и автор песен, основатель и лидер группы Hawkwind
  - Юлиус Сатинский (ум. 2002) — чехословацкий и словацкий актёр, певец, телеведущий и писатель
- 24 августа — Валерий Шелякин (ум. 2017) — советский и российский балетмейстер и педагог
- 26 августа — Николай Соловьёв (ум. 2015) — советский актёр и певец
- 27 августа — Сезария Эвора (ум. 2011) — кабо-вердианская певица, исполнительница морны, фаду и модиньи
- 29 августа — Боро Дрляча (ум. 2020) — югославский, боснийский и сербский фолк-певец
- 31 августа — Эммануэл Нуниш (ум. 2012) — португальский композитор

### Сентябрь
- 9 сентября — Отис Реддинг (ум. 1967) — американский певец и автор песен
- 15 сентября — Сигни Толи-Андерсон (ум. 2016) — американская певица, вокалистка группы Jefferson Airplane
- 16 сентября — Джо Батлер[англ.] — американский музыкант, барабанщик и вокалист группы The Lovin’ Spoonful
- 19 сентября
  - Петер Хортен (ум. 2023) — австрийский певец, гитарист и композитор
  - Касс Эллиот (ум. 1974) — американская певица, вокалистка группы The Mamas & the Papas
- 21 сентября — Нурия Фелиу (ум. 2022) — испанская певица и актриса
- 24 сентября — Линда Маккартни (ум. 1998) — американская певица, вокалистка группы Wings
- 27 сентября — Филип Госсетт (ум. 2017) — американский музыковед и историк

### Октябрь
- 3 октября
  - Руджеро Раймонди — итальянский оперный певец (бас-баритон), киноактёр и оперный режиссёр
  - Чабби Чекер — американский певец и автор песен
- 5 октября — Хелена Майданец (ум. 2002) — польская певица
- 6 октября — Валерий Алтухов (ум. 2021) — советский и украинский кларнетист и музыкальный педагог
- 7 октября — Роман Кунсман (ум. 2002) — советский и израильский джазовый саксофонист, флейтист и композитор
- 8 октября — Джордж Беллами — британский гитарист
- 9 октября — Чучо Вальдес — кубинский пианист, композитор и аранжировщик
- 12 октября — Юрий Генбачёв (ум. 2017) — советский и российский музыкант, барабанщик ВИА «Самоцветы» и «Пламя»
- 13 октября — Пол Саймон — американский певец, музыкант и автор песен, вокалист и гитарист группы Simon & Garfunkel
- 17 октября — Энрике Креспо (ум. 2020) ― уругвайский и немецкий тромбонист, композитор и аранжировщик
- 19 октября — Владимир Каширский (ум. 2023) — советский и российский дирижёр и хормейстер
- 21 октября — Стив Кроппер — американский музыкант, автор песен и продюсер, гитарист группы Booker T. & the M.G.’s
- 22 октября — Валерий Кикта — советский композитор
- 25 октября — Хелен Редди (ум. 2020) — австралийская и американская певица и автор песен
- 27 октября — Дон Партридж (ум. 2010) — британский автор-исполнитель и уличный музыкант
- 30 октября — Отис Уильямс[англ.] — американский певец, вокалист группы The Temptations

### Ноябрь
- 5 ноября — Арт Гарфанкел — американский певец, вокалист группы Simon & Garfunkel
- 6 ноября — Гай Кларк (ум. 2016) — американский кантри-певец, гитарист и автор песен
- 8 ноября
  - Илзе Граубиня (ум. 2001) — советская и латвийская пианистка и музыкальный педагог
  - Ювеналий Ефимов (ум. 2016) — советский и российский театральный актёр, солист Красноярского музыкального театра
- 9 ноября — Том Фогерти (ум. 1990) — американский музыкант, ритм-гитарист группы Creedence Clearwater Revival
- 10 ноября — Лестер Боуи (ум. 1999) — американский джазовый трубач и композитор
- 15 ноября — Джим Дикинсон (ум. 2009) — американский музыкальный продюсер, пианист и вокалист
- 16 ноября — Дерек Лоуренс (ум. 2020) — британский музыкальный продюсер
- 20 ноября — Доктор Джон (ум. 2019) — американский певец, музыкант и автор песен
- 24 ноября
  - Пит Бест — британский музыкант и автор песен, барабанщик группы The Beatles
  - Дональд Данн[англ.] (ум. 2012) — американский музыкант, басист группы Booker T. & the M.G.’s
  - Пётр Тосенко (ум. 2013) — советский и российский гобоист
- 27 ноября — Виктор Корнилов (ум. 2003) — российский кларнетист и музыкальный педагог
- 29 ноября
  - Людмила Жуйкова (ум. 2023) — советский и казахстанский искусствовед, музыковед и педагог
  - Джоди Миллер (ум. 2022) — американская кантри-певица

### Декабрь
- 2 декабря — Сергей Баневич — советский композитор
- 6 декабря — Джон Нельсон — американский дирижёр
- 8 декабря — Бобби Эллиотт[англ.] — британский музыкант, барабанщик группы The Hollies
- 9 декабря — Дэн Хикс[англ.] (ум. 2016) — американский автор-исполнитель
- 10 декабря — Игорь Поклад — советский и украинский композитор
- 11 декабря — Бронислав Пшибыльский (ум. 2011) — польский композитор и музыкальный педагог
- 17 декабря — Юрий Косаговский (ум. 2023) — советский и российский художник, поэт и композитор
- 18 декабря — Сэм Эндрю (ум. 2015) — американский рок-музыкант и автор песен, основатель и гитарист группы Big Brother and the Holding Company
- 19 декабря — Морис Уайт (ум. 2016) — американский певец, музыкант и автор песен, вокалист группы Earth, Wind & Fire
- 21 декабря — Владимир Ланцман — советский и канадский скрипач и педагог
- 23 декабря
  - Рон Буши (ум. 2021) — американский музыкант, барабанщик группы Iron Butterfly
  - Тим Хардин (ум. 1980) — американский фолк-музыкант и композитор
- 27 декабря
  - Михаил Пахомов (ум. 2015) — советский и российский оперный певец (бас)
  - Майк Пиндер — британский музыкант, основатель и клавишник группы The Moody Blues
- 29 декабря — Рэй Томас (ум. 2018) — британский музыкант и автор песен, вокалист и флейтист группы The Moody Blues

## Скончались

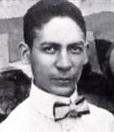
Джелли Ролл Мортон

### Январь
- 10 января — Сергей Козицкий (57) — украинский композитор
- 15 января — Хуго Ботштибер (65) — австрийский музыковед
- 27 января — Луи Флоран Альфред Блёзе (66) — французский гобоист и музыкальный педагог

### Февраль
- 15 февраля — Гвидо Адлер (85) — австрийский музыковед, музыкальный критик и педагог
- 26 февраля — Мартинус ван Гелдер (86) — нидерландский и американский скрипач, композитор и музыкальный педагог

### Март
- 16 марта — Борис Попов (58) — русский и советский музыковед, музыкальный педагог, дирижёр и музыкальный критик
- 30 марта — Жорж Бошам (42) — американский музыкант и предприниматель, изобретатель электрогитары

### Апрель
- 6 апреля — Генри Берр (59) — канадский певец и радиоведущий
- 17 апреля — Эл Боулли (43) — британский певец
- 24 апреля — Вильгельм Гутман (55) — немецкий оперный певец (бас)

### Май
- 1 мая — Ховард Джонсон[англ.] (53) — американский поэт-песенник
- 6 мая — Эрико Кирисима (42) — русская и японская балерина и балетный педагог
- 22 мая — Поль Кефер (65) — французский и американский виолончелист
- 30 мая — Яков Магазинер (51) — украинский советский скрипач и музыкальный педагог

### Июнь
- 17 июня — Йохан Вагенар (78) — нидерландский композитор, органист и музыкальный педагог

### Июль
- 2 июля — Ольга Бауэр-Пилецка (54) — австрийская оперная певица (меццо-сопрано) и издатель
- 8 июля — Филипп Гобер (62) — французский флейтист, композитор и дирижёр
- 10 июля — Джелли Ролл Мортон (50) — американский джазовый пианист, композитор и руководитель оркестра
- 11 июля — Грачик Меликян (27) — советский армянский композитор
- 14 июля — Георг Бертрам (59) — немецкий пианист и музыкальный педагог
- 30 июля — Хуго Беккер (78) — немецкий виолончелист, композитор и музыкальный педагог

### Август
- 4 августа — Михаил Савояров (64) — русский и советский автор-куплетист, композитор, поэт и шансонье
- 8 августа — Андрей Лабинский (69) — русский и советский оперный и камерный певец (лирико-драматический тенор)
- 17 августа — Фердинанд Эккерт (76) — чешско-российский валторнист, дирижёр, педагог и композитор

### Сентябрь
- 8 сентября — Евгений Богословский (66) — русский и советский пианист, музыковед и композитор
- 10 сентября — Михаил Донец (58) — украинский советский оперный певец (бас)
- 14 сентября — Михаил Гергилевич (33/34) — советский музыковед
- 25 сентября — Клиффорд Грей (54) — британский композитор, либреттист и актёр
- без точной даты
  - Владимир Аврущенко (33) — русский советский поэт, переводчик и автор песен
  - Оттомар Берндт (45) — украинский композитор немецкого происхождения

### Октябрь
- 6 октября
  - Владимир Костылев (35/36) — советский саксофонист
  - Теофил Рихтер (69) — русский и советский органист, пианист, музыкальный педагог и композитор
- 8 октября
  - Григорий Гридов (42) — русский советский поэт-песенник
  - Гас Кан (54) — американский поэт-песенник немецкого происхождения
- 19 октября — Вильгельм Кинцль (84) — австрийский композитор, дирижёр и музыковед
- 31 октября — Герварт Вальден (63) — немецкий писатель, музыкант, художественный критик, меценат и композитор
- без точной даты — Игорь Вейс (34/35) — советский органист

### Ноябрь
- 7 ноября — Владимир Иванишин (33) — советский композитор
- 26 ноября — Владимир Иохельсон (37) — советский музыковед и композитор

### Декабрь
- 3 декабря — Кристиан Синдинг (85) — норвежский композитор
- 7 декабря — Льюис Мильет-и-Пажес (74) — испанский композитор и хоровой дирижёр
- 11 декабря — Поль Виардо (84) — французский скрипач, дирижёр и композитор
- 12 декабря — Яков Богорад (61/62) — российский и советский композитор, дирижёр и нотоиздатель
- 22 декабря
  - Карел Гашлер (62) — чешский поэт, писатель, композитор, певец, сценарист, актёр и режиссёр
  - Юргис Карнавичюс (57) — литовский композитор и музыкальный педагог
- 25 декабря — Андрей Будяковский (36) — советский музыковед и музыкальный педагог
- без точной даты
  - Леонид Гликман (32) — советский композитор, пианист и музыкальный педагог
  - Александра Панаева (88) — русская оперная певица (сопрано)

### Без точной даты
- Михаил Бывальцев (32/33) — советский удмуртский композитор и фольклорист
- Василий Дровянников (50/51) — советский оперный певец (бас)
- Пётр Засецкий (41/42) — советский оперный певец (тенор)
- Александр Коптяев (72/73) — русский музыковед и композитор
- Ефим Корзун (95/96) — русский и советский музыкант, мастер по настройке и реставрации роялей